# Rex Whistler

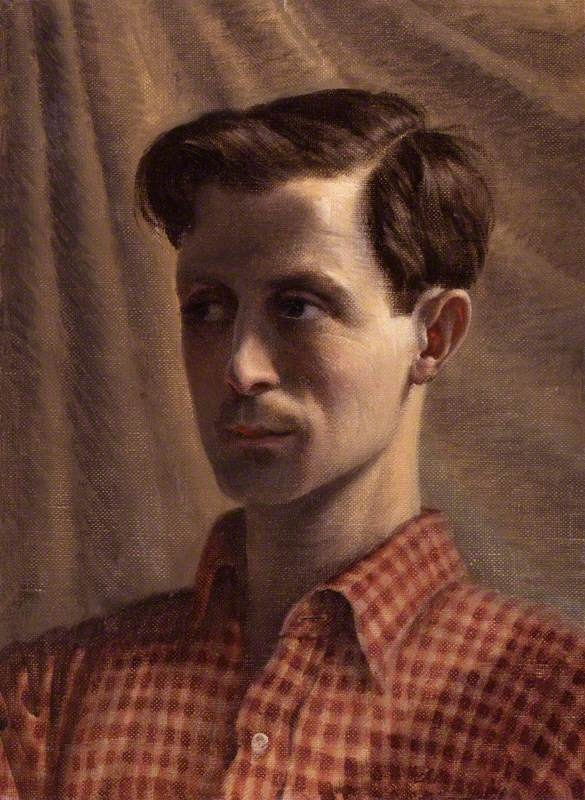
Rex Whistler: Selbstporträt (1934)

Rex Whistler: Selbstporträt in Uniform der Welsh Guards (1940)

Reginald John „Rex“ Whistler (* 24. Juni 1905 in Eltham, Greater London; † 18. Juli 1944 in Caen, Frankreich) war ein englischer Maler, Designer und Illustrator.

## Biografie
Rex Whistler war der Sohn von Henry und Helen Frances Mary Whistler. Er hatte einen jüngeren Bruder, Laurence (1912–2000). Er besuchte ab Mai 1919 das Haileybury and Imperial Service College in Hertford, wo er bald sein Kunsttalent zeigte und zahlreiche Skizzen und Set-Designs für Spielproduktionen anfertigte. Später wurde der junge Whistler an der Royal Academy of Arts aufgenommen, stand jedoch dem System ablehnend gegenüber und wurde „wegen Inkompetenz“ entlassen.
Er begann anschließend an der Slade School of Fine Art zu studieren, wo er Stephen Tennant kennenlernte, einen jungen Aristokraten, Sohn von Edward Tennant, 1. Baron Glenconner und Mitglied der Jeunesse dorée, der einer seiner besten Freunde und Vorbild für einige Figuren in seinen Werken wurde. Durch Tennant lernte er später Edith Olivier, den Dichter Siegfried Sassoon und dessen Frau Hester kennen, zu denen Whistler eine tiefe Freundschaft entwickelte. Zusammen mit Mary Adshead schuf er Anfang der 1920er Jahre ein großes Wandgemälde in Wapping.
Nachdem er die Slade School of Fine Art verlassen hatte, startete er eine Karriere als professioneller Künstler. Seine Arbeit umfasste alle Bereiche der Kunst und des Design. Er war als Dekorationsmaler und Bühnenbildner in den West End Theatern in London tätig und fertigte Buchillustrationen an, u. a. für Werke von Evelyn Waugh und Walter de la Mare und vor allem für Gullivers Reisen von Jonathan Swift. Whistler beschäftigte sich auch mit Landschaftsmalerei, Porträtmalerei und Trompe-l’œil.
Seine bekannteste Arbeit zu Beginn seiner Karriere war 1927 die illusionistische Wandbemalung im Restaurant der Tate Gallery. Whistler war zu diesem Zeitpunkt erst 22 Jahre alt. Er fertigte anschließend Plakate und Illustrationen für Shell Petroleum und die Radio Times an. Er gehörte schließlich zusammen mit Pierre Fix-Masseau und A. M. Cassandre zu den führenden Plakat-Zeichnern der Epoche des Art déco. Er entwarf auch Keramik für Wedgwood & Co. Ltd. Whistlers Eleganz und Witz im Malstil sorgten auch für seinen Erfolg als Porträtkünstler. Er malte viele Mitglieder der Londoner Gesellschaft, darunter Edith Sitwell und Cecil Beaton. Die Boulevardpresse zählte ihn zu den Bright Young Things, einer Gruppe von jungen Aristokraten und Persönlichkeiten des öffentlichen Lebens in den 1920er Jahren.
Charles Paget, der 6. Marquess of Anglesey, beauftragte ihn in den 1930er Jahren, ein großes Wandbild als Capriccio im Speisesaal von Plas Newydd anzufertigen. Während seiner Arbeit an dem Wandbild freundete er sich mit Lady Caroline Paget, der Tochter des Hausherren, an. Wie innig dieses Verhältnis war, konnte bis jetzt nicht geklärt werden. Er malte zahlreiche Porträts von ihr, einschließlich eines ungewöhnlichen Akts. Ob sich Lady Caroline tatsächlich als Modell zur Verfügung stellte oder ob Whistler das Gemälde aus dem Gedächtnis oder der Phantasie anfertigte, ist unbekannt.
Als der Zweite Weltkrieg ausbrach, bemühte er sich sofort, in die Armee aufgenommen zu werden, und wurde 1940 als Leutnant der Welsh Guards in Dienst gestellt. Aus dieser Zeit stammte ein bekanntes Selbstporträt, das ihn auf der York Terrace am Regent’s Park in London in Uniform der Welsh Guards zeigt. Auch in seiner Militärzeit malte und zeichnete er weiter und fertigte auch einige Porträts seiner Dienstkameraden an. 1944 wurde er nach der Landung der Alliierten in der Normandie nach Frankreich geschickt.
Im Juli 1944 war er bei einer Panzerdivision in der Normandie im Einsatz, die östlich von Caen in das Landesinnere vorstieß. Am 18. Juli fuhr sein Panzer, nachdem er einen Eisenbahndamm überquert hatte, über einige Telegraphendrähte, die sich in den Ketten verwickelten. Er und die Besatzung stiegen aus, um den Panzer vom Draht zu befreien, als ein deutscher Maschinengewehrschütze das Feuer auf sie eröffnete und sie dadurch hinderte, wieder in den Panzer zu klettern. Whistler stürmte über ein offenes Feld zu einem anderen Panzer, um dessen Kommandeur, Sergeant Lewis Sherlock, anzuweisen, das Feuer zu erwidern. Als er vom Panzer herunterkletterte, explodierte eine Mörsergranate neben ihm. Er wurde durch die Luft geschleudert und beim Aufprall durch Genickbruch sofort getötet. Es war der erste Todesfall, den das Bataillon seit der Landung erlitten hatte.
Der Leichnam von Rex Whistler wurde zunächst vor Ort begraben, später exhumiert und auf dem 3 km entfernten Friedhof von Banneville-la-Campagne im Département Calvados beigesetzt. Sein Grab befindet sich heute noch auf diesem Militärfriedhof. Unter den zahlreichen Werken von Rex Whistler aus seiner Dienstzeit ist auch ein Bleistift-Porträt von Sergeant Sherlock. Zum Andenken an seinen Bruder veröffentlichte Laurence Whistler eine Reihe von Büchern und fertigte eine Glasgravur an, die sich in der Morgenkapelle der Kathedrale von Salisbury befindet.

## Werkauswahl
Porträts

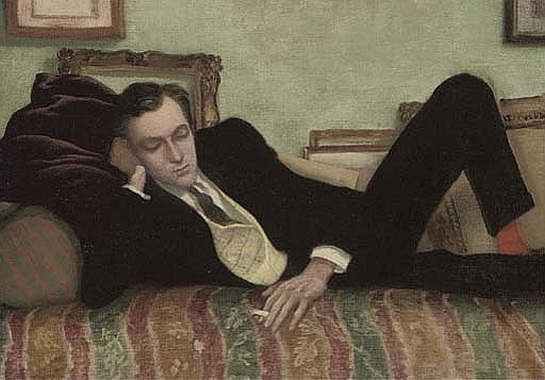
Cecil Beaton (1935)
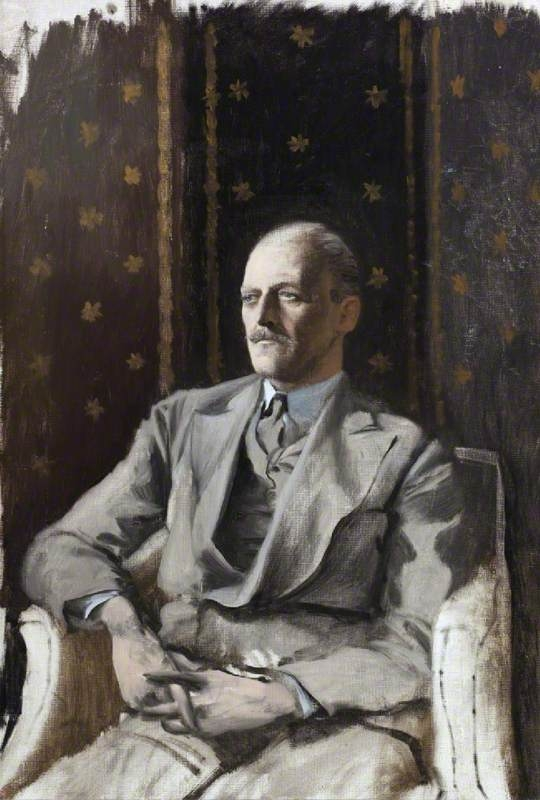
Charles Paget, 6. Marquess of Anglesey (1937)
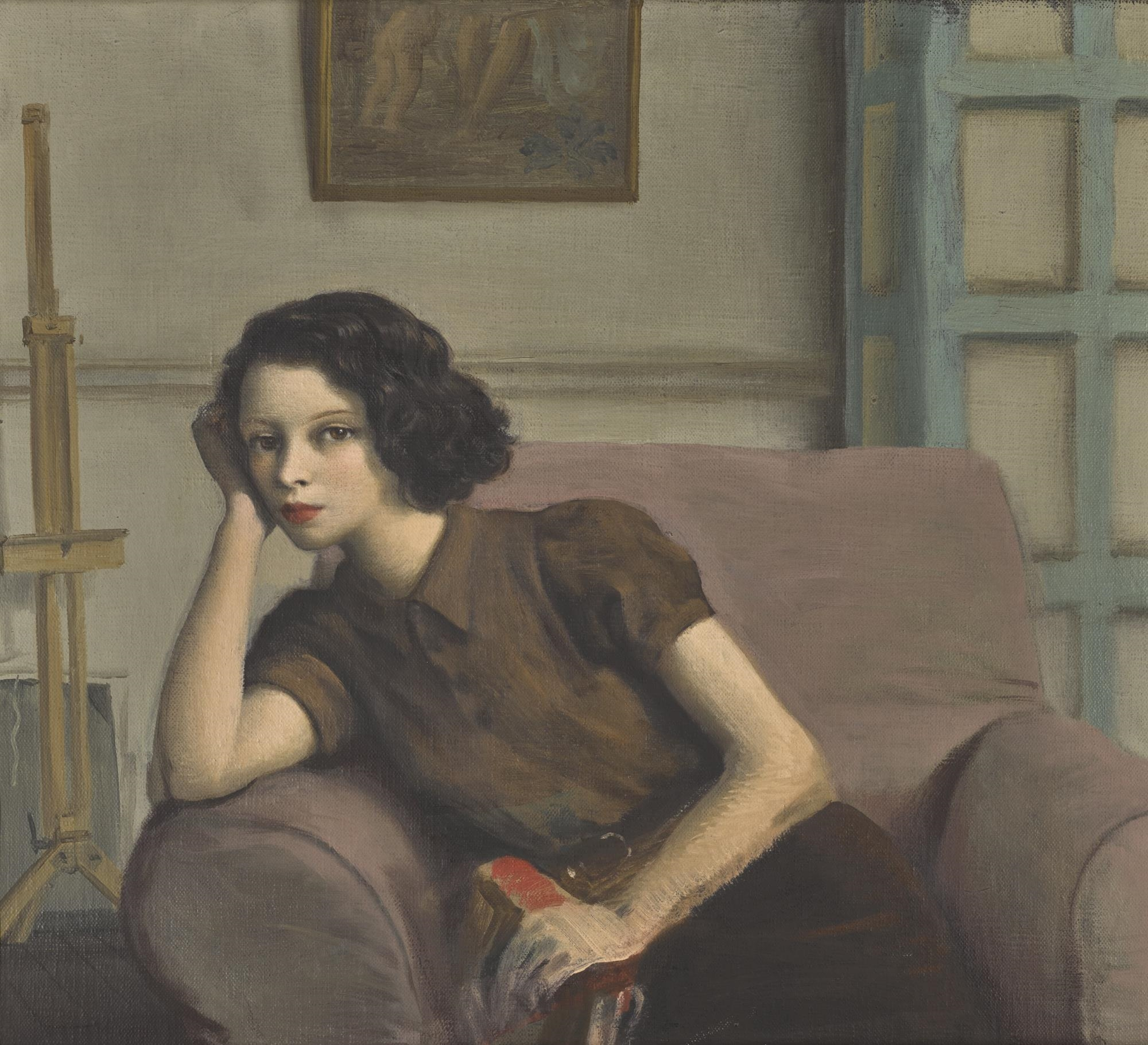
Lady Caroline Paget
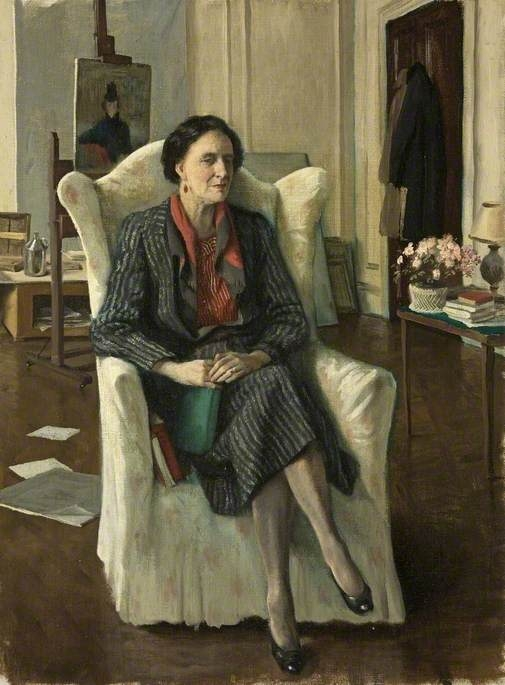
Edith Olivier (1939)

Wandgemälde

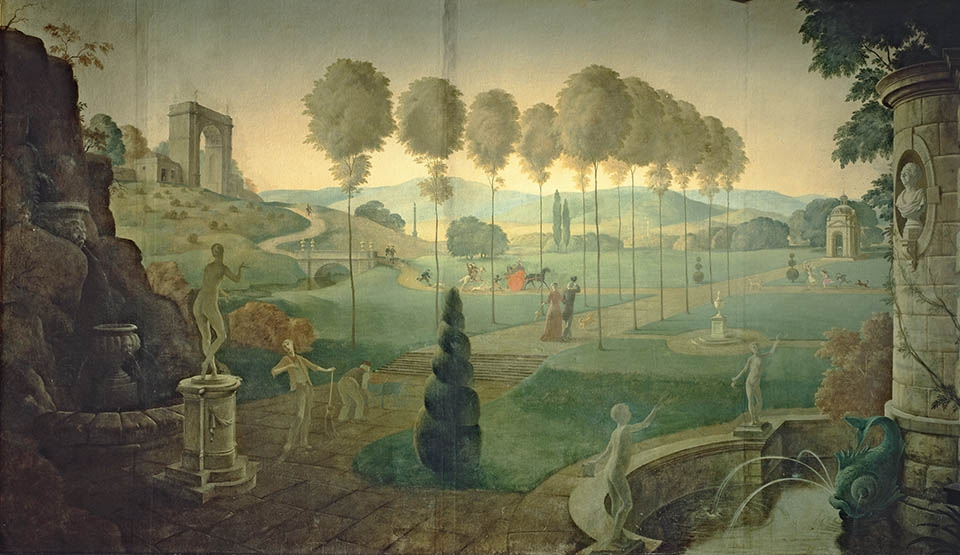
The Tate Gallery Restaurant Mural (1926)
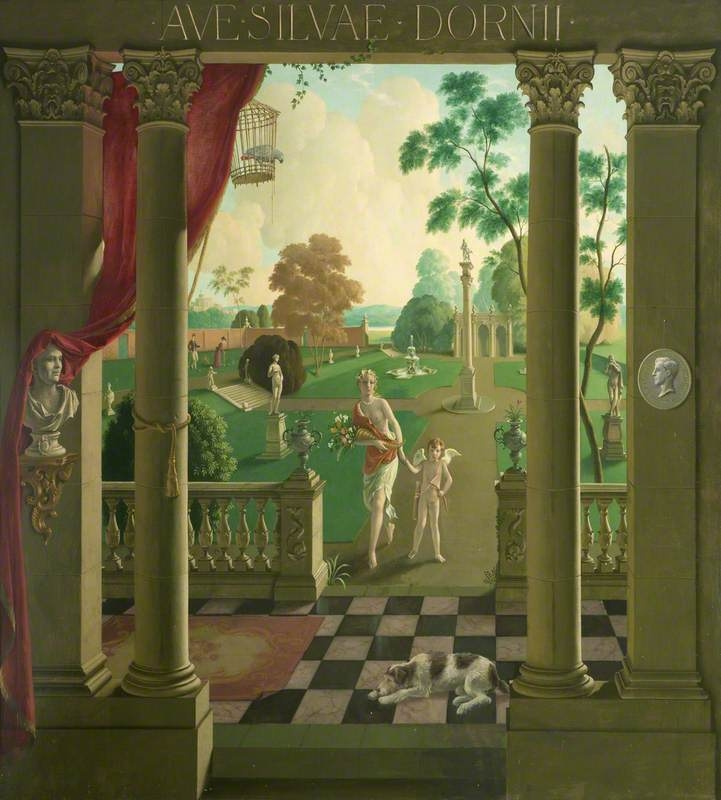
Mural Painting at Dorneywood (1928)
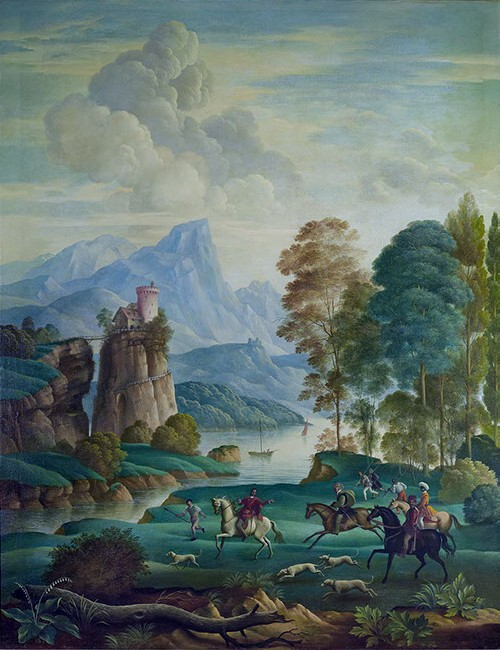
Staircase Hall at 36 Hill Street, London (1936)
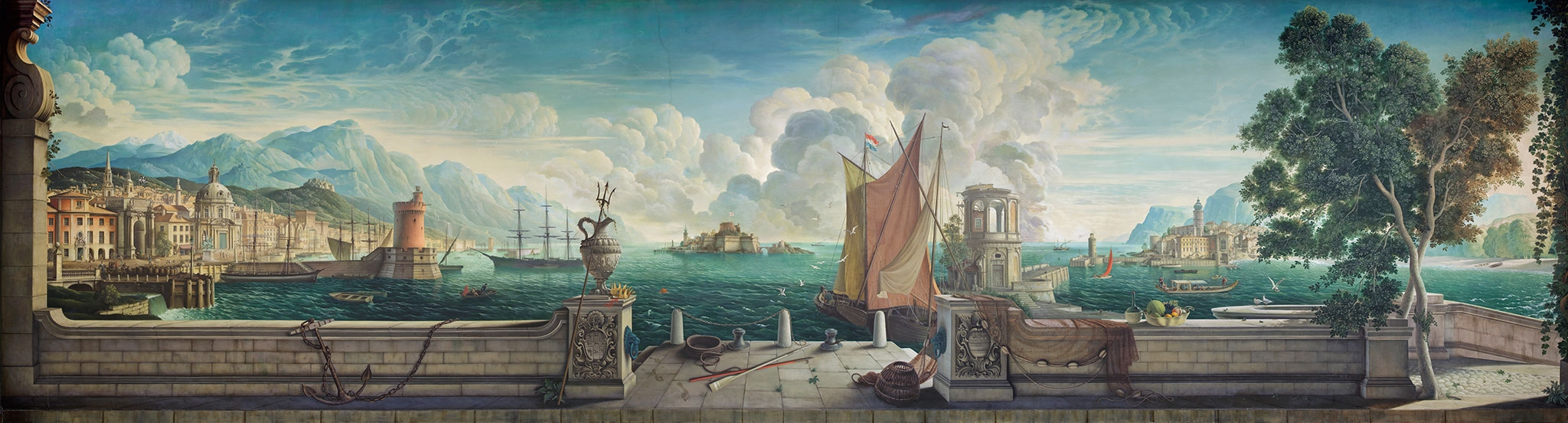
Dining Room Mural at Plas Newydd

Bühnenbilder

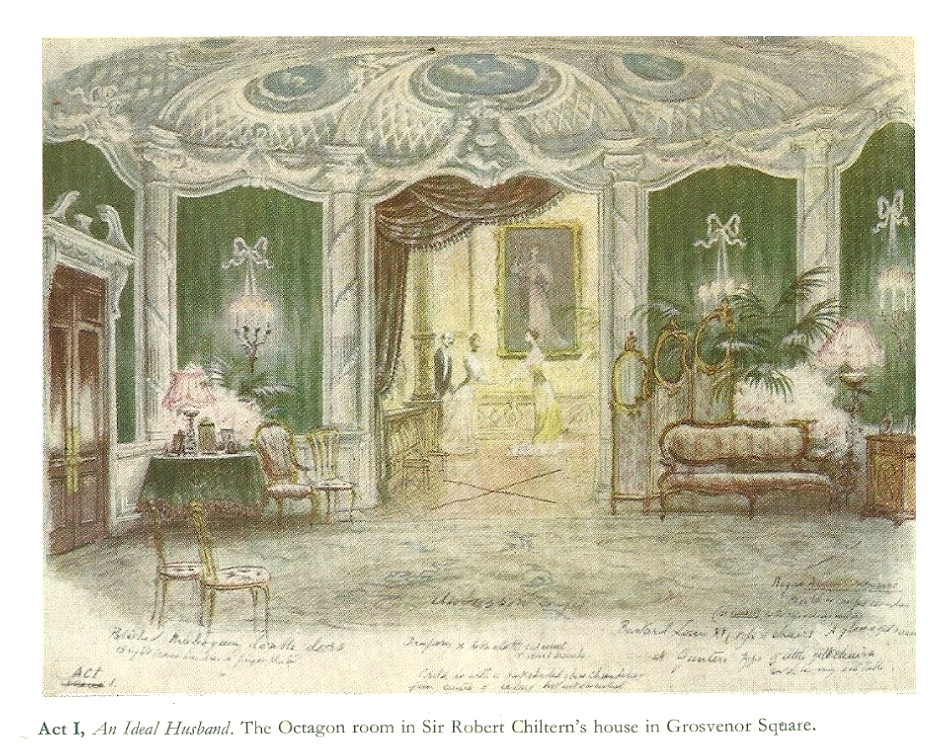
An Ideal Husband von Oscar Wilde (1926)
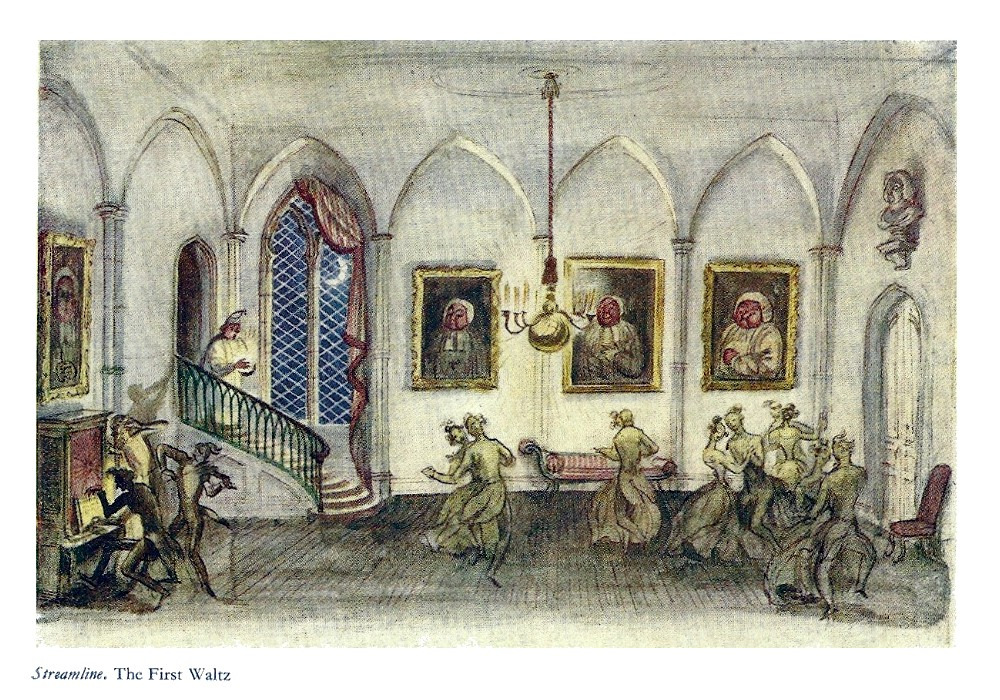
Streamline - The Private Life of Napoleon Bonaparte (1934)
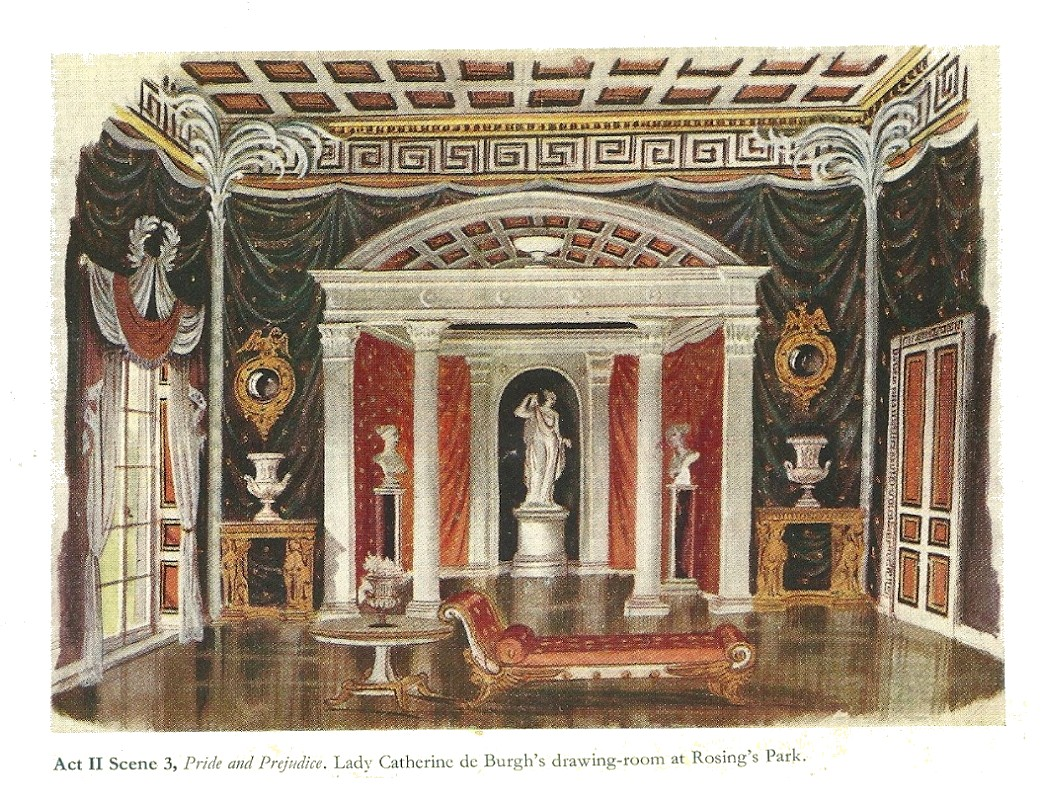
Pride and Prejudice von Jane Austen (1936)
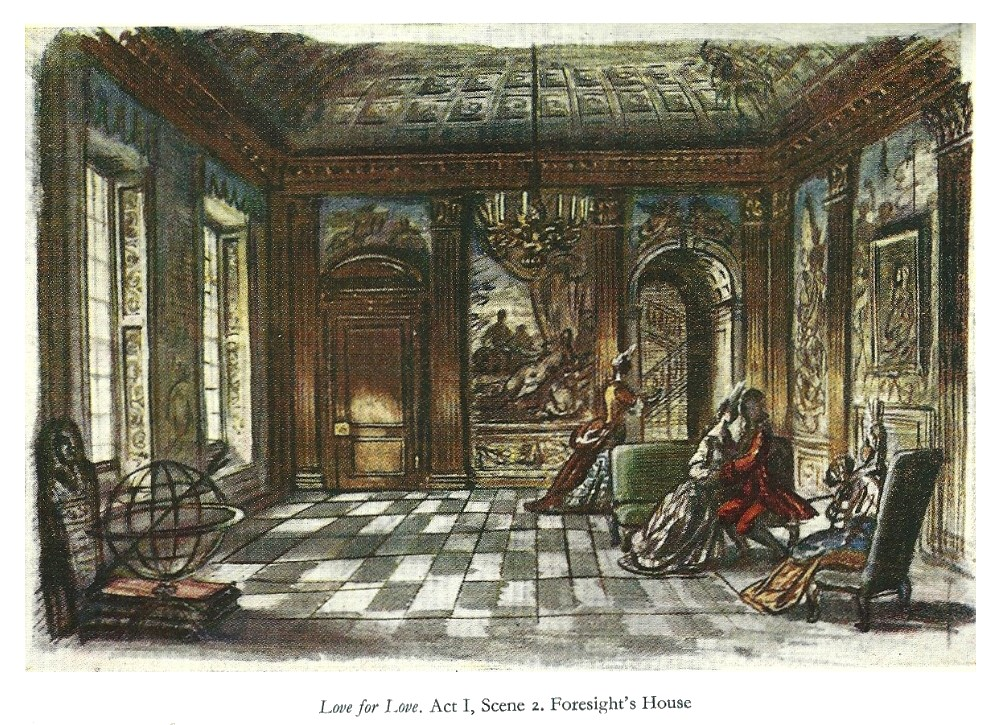
Love for Love von William Congreve

Illustrationen

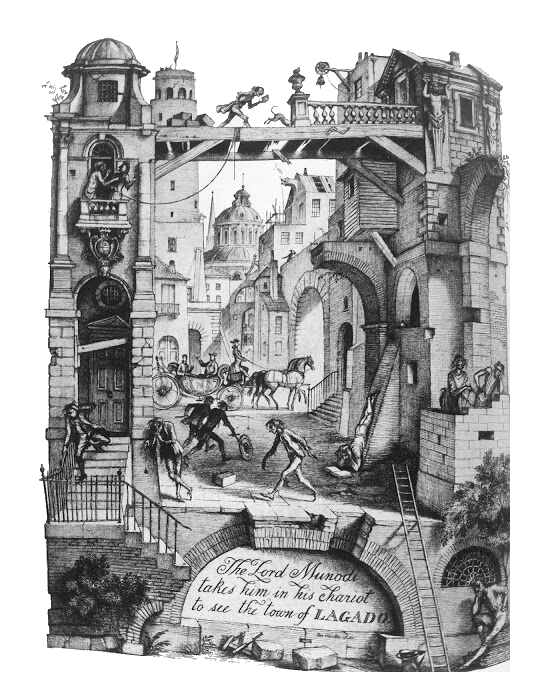
Gulliver's Travels von Jonathan Swift (1930)
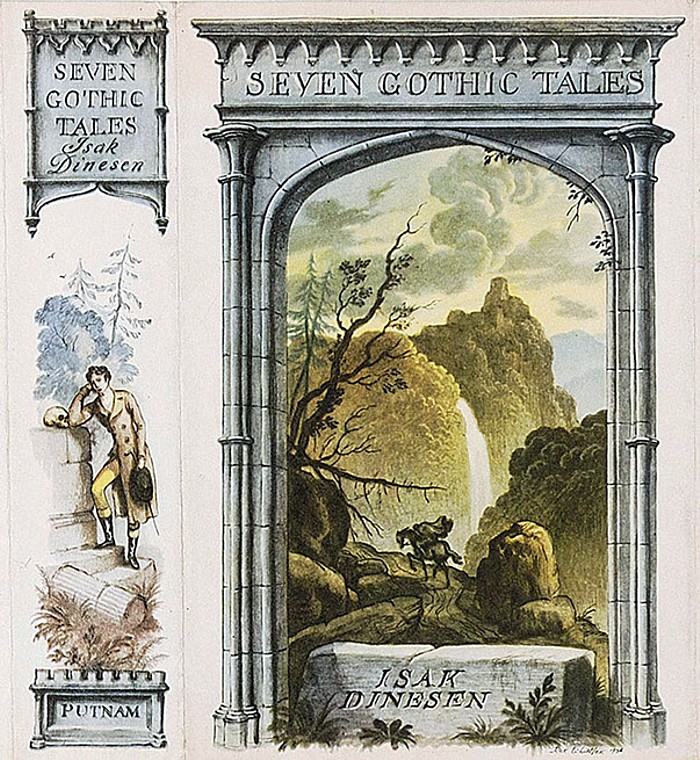
Seven Gothic Tales von Isak Dinesen (1934)
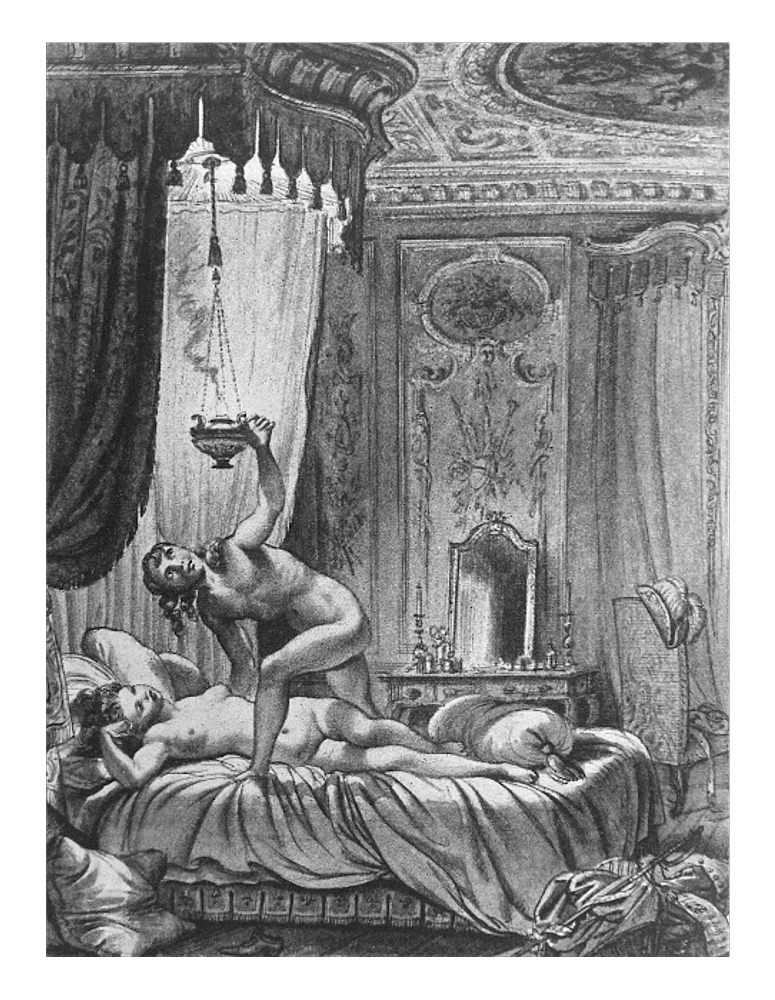
Konigsmark von Alfred Edward Woodley Mason
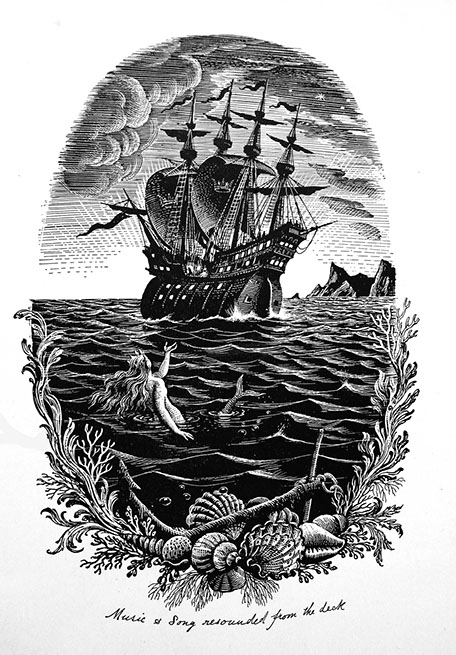
Fairy Tales and Legends von Hans Christian Andersen (1935)